# Juno Award/World Music Album of the Year
Der Juno Award für das World Music Album of the Year (Weltmusikalbum des Jahres) wird seit 1992 von der Canadian Academy of Recording Arts and Sciences im Rahmen der Juno Awards an das beste Weltmusik-Album eines kanadischen Künstlers verliehen. Im Laufe der Zeit trug der Award verschiedene Bezeichnungen.

## Übersicht

### Best World Beat Recording (1992–1993)
| Jahr | Sieger                                    | Album             | Nominierungen | Ref. |
| ---- | ----------------------------------------- | ----------------- | --- | ---- |
| 1992 | Various Artists (Billy Bryans, Produzent) | The Gathering     | - Haï Musik – Anoosh - Innu – Kashtin - The Flying Bulgar Klezmer Band – Flying Bulgar Klezmer Band - Till the Bars Break – Jeannette Armstrong |      |
| 1993 | Jane Bunnett                              | Spirits of Havana | - All Over the World – Sattalites - Invisible Minority – Salvador Ferreras - Listen to the World – Kaleefah - The Prodigal Son – Show-Do-Man    |      |

### Best Global Recording (1994–1995)
| Jahr | Sieger           | Album          | Nominierungen | Ref. |
| ---- | ---------------- | -------------- | --- | ---- |
| 1994 | Ancient Cultures | El Camino Real | - Agada: Tales from Our Ancestors – Flying Bulgar Klezmer Band - Condor Meets the Eagle – Kanatan Aski with Pura Fé - Crossing Selkirk Avenue – Finjan - Enat – Mother Tongue |      |
| 1995 | Eval Manigat     | Africa +       | - Dancing on the Moon Contigo – Oscar Lopez - Indiscretion – Djole - Nene – Alpha Yaya Diallo - Nine-Fold Heart – Lee Pui Ming                                                |      |

### Best Global Album (1996–2002)
| Jahr | Sieger                                 | Album             | Nominierungen | Ref. |
| ---- | -------------------------------------- | ----------------- | --- | ---- |
| 1996 | Takadja                                | Music from Africa | - Alegria – Cirque du Soleil - Jmpn for Joy – Punjabi by Nature - Vamo a Pambicha – Papo Ross and Orquesta Pambiche - When Ahab Met Moishe – The Angstones   |      |
| 1997 | Paulo Ramos Group                      | Africa Do Brasil  | - Anhata – Randev Pandit - Asza – Asza - Futur – Alpha Yaya Diallo - Gravity – Jesse Cook                                                                    |      |
| 1998 | Lhasa                                  | La Llorona        | - Arc – Thomas Handy Trio - Chamalongo – Jane Bunnett - Diye – Takadja - Varal – Celso Machado                                                               |      |
| 1999 | Alpha Yaya Diallo                      | The Message       | - Endless – Silk Road Music - Karsilama – Karsilama - Por El Sol – Diego Marulanda & Pacande - Vertigo – Jesse Cook                                          |      |
| 2000 | Madagascar Slim                        | Omnisource        | - Bambatulu – Lilison Di Kinara - Entente Cordiale – Show-Do-Man - Firedance – Toronto Tabla Ensemble - Jongo Le – Celso Machado                             |      |
| 2001 | Jane Bunnett and the Spirits of Havana | Ritmo + Soul      | - Dancing on Water – Finjan - Esprit – Quartango - Free Fall – Jesse Cook - Morumba Cubana – Puentes Brothers                                                |      |
| 2002 | Alpha Yaya Diallo                      | The Journey       | - Alma De Santiago – Jane Bunnett - Distant Wind – Mei Han and Randy Raine-Reusch - Havana Remembered – Hilario Durán - Kashish Attraction – Kiran Ahluwalia |      |

### World Music Album of the Year (seit 2003)
| Jahr | Sieger                                                                              | Album                      | Nominierungen | Ref.  |
| ---- | ----------------------------------------------------------------------------------- | -------------------------- | --- | ----- |
| 2003 | Jeszcze Raz                                                                         | Balagane                   | - la fiesta mondiale de percussion – The Beat - Cuban Odyssey – Jane Bunnett - Raphael Geronimo's Rumba Calzada Vol. 3 – Raphael Geronimo - Hypnotika – Maza Mezé                                              |       |
| 2004 | Kiran Ahluwalia                                                                     | Beyond Boundaries          | - Nomad – Jesse Cook - Sweet Return – Flying Bulgar Klezmer Band - Intakto – Intakto - The Living Road – Lhasa                                                                                                 |       |
| 2005 | Mighty Popo, Madagascar Slim, Donné Robert, Alpha Yaya Diallo, Adam Solomon, Pa Joe | African Guitar Summit      | - Dho-Mach (Sacred Gift) – Achilla Orru - En Voyage – Les Gitans de Sarajevo - Four Higher – Autorickshaw - Road to Kashgar – Orchid Ensemble                                                                  |       |
| 2006 | Alex Cuba                                                                           | Humo De Tabaco             | - Capivara – Celso Machado - Djama – Alpha Yaya Diallo - Fusion – Adham Shaikh - Gaïa – Gaïa |       |
| 2007 | Lubo Alexandrov                                                                     | Kaba Horo                  | - African Guitar Summit II – Alpha Yaya Diallo, Mighty Popo, Adam Solomon, Pa Joe, Madagascar Slim and Donné Robert - Bahiatronica – Monica Freire - Coeur vagabond – Bïa - The Edge – Mr. Something Something |       |
| 2008 | Alex Cuba                                                                           | Agua del Pozo              | - Frontiers – Jesse Cook - Jogo da Vida – Celso Machado - So the Journey Goes – Autorickshaw - Wanderlust – Kiran Ahluwalia                                                                                    |       |
| 2009 | Jayme Stone and Mansa Sissoko                                                       | Africa to Appalachia       | - The Art of the Early Egyptian Qanun – George Dimitri Sawa - Cairo to Toronto – Maryem & Ernie Tollar - Contrabanda – Lubo and Kaba Horo - Shivaboom – Eccodek                                                |       |
| 2010 | Dominic Mancuso                                                                     | Comfortably Mine           | - Alex Cuba – Alex Cuba - La danse de l’exilé – Karim Saada - Slide to Freedom 2: Make a Better World – Doug Cox and Salil Bhatt - Sunplace – Jaffa Road                                                       |       |
| 2011 | Élage Diouf                                                                         | Aksil                      | - Gakondo – Mighty Popo - The Rumba Foundation – Jesse Cook - Soy Panamericano – Roberto López Project - Supermagique – Pacifika                                                                               |       |
| 2012 | Kiran Ahluwalia                                                                     | Aam Zameen: Common Ground  | - From Night to the Edge of Day – Azam Ali - Afo Gné – Aboulaye Kone and Bolo Kan - Flores, Tambores e Amores – Aline Morales - Sleepover – Socalled                                                           |       |
| 2013 | Lorraine Klaasen                                                                    | Tribute to Miriam Makeba   | - Ruido en el Sistema – Alex Cuba - Where the Light Gets In – Jaffa Road - Black Birds Are Dancing Over Me – Danny Michel - Solidarity – The Souljazz Orchestra                                                |       |
| 2014 | David Buchbinder & Odessa/Havana                                                    | Walk to the Sea            | - Sabor A Café – Adonis Puentes - Lamentation of Swans: A Journey Towards Silence – Azam Ali and Loga R. Torkian - Jumbie in the Jukebox – Kobo Town - Lume, Lume – The Lemon Bucket Orkestra                  |       |
| 2015 | Quique Escamilla                                                                    | 500 Years of Night         | - Ayrad – Ayrad - Singing in Tongues – Eccodek - The Key – Emmanuel Jal - Le dernier empereur bantou – Pierre Kwenders                                                                                         |       |
| 2016 | Boogat                                                                              | Neo-Reconquista            | - Healer – Alex Cuba - Revuelta Danza Party – Gypsy Kumbia Orchestra - Moorka – The Lemon Bucket Orkestra - Resistance – The Souljazz Orchestra                                                                |       |
| 2017 | Okavango African Orchestra                                                          | Okavango African Orchestra | - Nouvelle Journée – Lorraine Klaasen - Subcontinental Drift – Sultans of String - Nazar – Turkwaz - Dance of the Infidels – Nomadica                                                                          |       |
| 2018 | Kobo Town                                                                           | When the Galleon Sank      | - Meter – Autorickshaw - La Migra – The Battle of Santiago - A New Tradition Vol. 2: Return of the KUISi – Beny Esguerra and New Tradition - Femme – Briga                                                     |       |
| 2019 | Wesli                                                                               | Rapadou Kreyol             | - Zoubida – Ayrad - San Cristóbal Baile Inn – Boogat - Naath – Emmanuel Jal and Nyaruach - Fuerza Arara – Telmary y Habana Sana                                                                                | [ 2 ] |
| 2020 | Djely Tapa                                                                          | Barokan                    | - Risorgimento – Romina Di Gasbarro - Sombras – Okan - Africa Without Borders – Okavango African Orchestra - Galactic Gala – Silla + Rise                                                                      | [ 3 ] |